# Rhamphomyia ambocnema
Rhamphomyia ambocnema är en tvåvingeart som beskrevs av Chillcott 1959. Rhamphomyia ambocnema ingår i släktet Rhamphomyia och familjen dansflugor. Inga underarter finns listade i Catalogue of Life.